# Ángel Edo
Ángel Edo Alsina (nascido em 4 de agosto de 1970, em Gavà) é um ex-ciclista de estrada espanhol, profissional desde 1992 quando competiu para a equipe portuguesa Vitória-SC.